# Mì ly

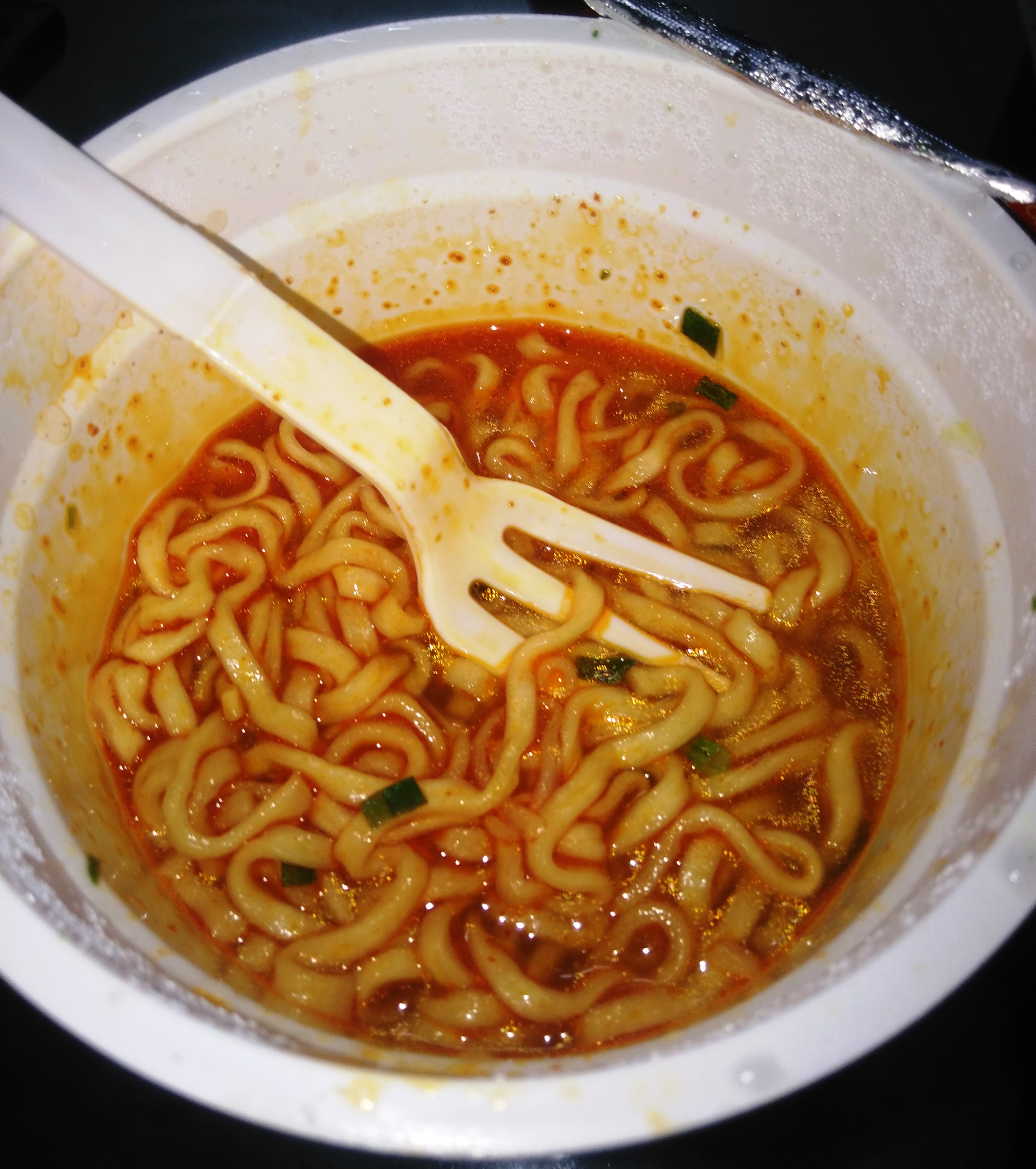
Ly mì gói ở Việt Nam

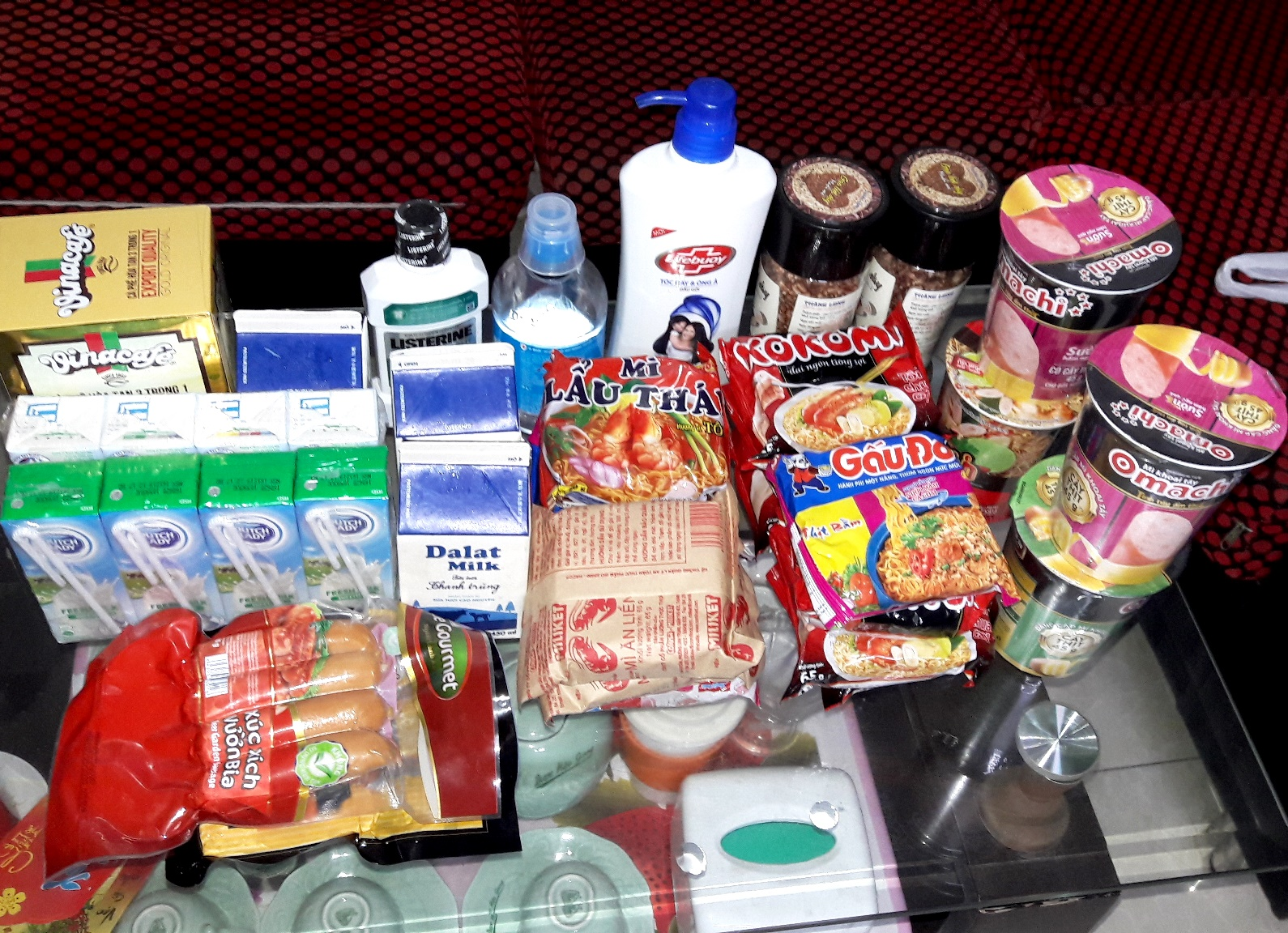
Mì ly nhãn hiệu Omachi

Mì ly (Cup noodle) là một sản phẩm mì ăn liền để trong cốc (ly) dùng một lần, được ra mắt lần đầu tiên vào năm 1971 và được sản xuất bán ra thị trường từ công ty thực phẩm Nhật Bản Nissin Foods. Dòng sản phẩm này là nhãn hiệu đã đăng ký của Nissin Foods. Mì ăn liền ban đầu được ông Momofuku Ando phát minh vào năm 1958, ông ta cũng chính là người sáng lập Nissin Foods. Ông Ando nhận ra rằng những chiếc bát truyền thống dùng để đóng gói mì ăn liền ở châu Á không phổ biến ở Hoa Kỳ, vì vậy ông đã thiết kế dạng cốc giấy để sản phẩm tiện lợi hơn cho người tiêu dùng Hoa Kỳ. Năm 1971, Nissin Foods đã giới thiệu dòng sản phẩm Nissin Cup Noodles là một cốc mì được thêm nước sôi để nấu mì. Một cải tiến khác là thêm gói rau khô vào cốc, tạo ra một món súp ăn liền hoàn hảo. Cả Cup Noodle và Cup Noodles đều là nhãn hiệu đã đăng ký của Nissin Foods. Ba hương vị của sản phẩm Cup O' Noodles ban đầu là hương thịt bò, thịt gà và vị tôm, với hương vị thịt lợn được thêm vào vào năm 1976. Ngày nay, Cup Noodles được bán tại hơn 100 quốc gia trên toàn thế giới, với doanh số bán hàng toàn cầu lũy kế đã vượt quá 50 tỷ khẩu phần tính đến năm 2021. Sự thành công của thương hiệu đã dẫn đến việc người ta đã xây dựng một Bảo tàng Mì ly tại Yokohama, Nhật Bản, nơi trưng bày lịch sử và sự đổi mới đằng sau sản phẩm.